# ’Ata
Ata egy kis, sziklás sziget a tongai szigetvilágban. Pylstaart szigetként is ismert. Nem keverendő össze Atāval, ami egy alacsony, lakatlan korallsziget a Piha-csatorna mellett, Tongatapu északi részén.

## Történelem
Abel Janszoon Tasman volt az első európai, aki felfedezte 'Atát 1643. január 19-én. A rengeteg trópusi madár miatt nevezte el Pylstaert Eylantnak, a modern hollandban Piljstaart, jelentése nyílfarkú, találó megnevezése a trópusi madárnak.
'Ata kétes megbecsülésben részesült, mivel érintett volt a perui rabszolga-kereskedelemben 1862 és 1864 között. 1863 júniusában körülbelül 350 ember élt a szigeten, a Kolomaile nevű faluban (melynek maradványai egy évszázaddal később is láthatóak voltak).

## Földrajz
Egy 382 méteres kialudt vulkán tetején fekszik. Összterülete 348 km².
Tengerszint feletti magassága 355 méter, hossza észak-déli irányban mintegy 1,7 km, szélessége 1,6 km, területe többnyire erdős.

## Mítoszok
Bár a tongaiak kellett, hogy tudjanak 'Atáról, mivel szerepel a régi mítoszokban, lehet, hogy összekeverték Atāval. Valójában a következő mítosz sokkal inkább a Lau-szigeteki (Fidzsi) őslakos tongaiaktól származik, mint magáról Tongáról.
A mítoszok szerint az (egyik) Maui testvér húzta fel az első két szigetet ('Atát és 'Euát) a tenger mélyéről. Még nem volt túl sok tapasztalata az ilyen módon való horgászatban, így a sziget meglehetősen hegyes-völgyesre sikeredett. Eredetileg hét hegy volt rajta, de Maui addig nyomta a legmagasabb hegyet, amíg belelapult a környező völgybe, és hasonlóképpen cselekedett a következő heggyel is. Idővel csupán három hegy maradt, de Maui kimerült és elment. A többi sziget kihalászásakor sokkal jobban ügyelt, hogy laposak maradjanak.
Tamapo'uli'alamafoa isten volt az ég ura, és megparancsolta néhány tangaloai istennek, hogy mondják meg Laufakana'ának, menjen le a fény birodalmába (a Földre) és legyen 'Ata és a szelek ura. Így Laufakana'a lett 'Ata első uralkodója.
Laufakana vitt magával egy halászhálót. Ezt a jellegzetes 'Ata-hálót különleges alkalmakkor használták a szigetlakók. Továbbá hozott még putalingát (az útifű egyik fajtáját), színeslevelű bunkóliliomot, a ngū-'ata és a tua-'ata jamgyökereket, melyek először 'Atán nőttek, és később terjedtek el más szigeteken.
A tongai teremtéstörténet így szól:
Öreg Tangaloa belefáradt abba, hogy nézett lefele az égből és semmit sem látott, csupán tengert, így leküldte Tangaloa 'Atulongolongót lile alakjában, hogy lássa, tud-e találni földet. Minden, amit 'Tangaloa 'Atulongolongo talált, egy vízalatti zátony volt, 'Ata jelenlegi helyén. 'Ata lassan kiemelkedett a vízből.
Egy nap 'Tangaloa 'Atulongolongo újból meglátogatta 'Atát egy lile képében és ledobott egy magot a csőréből a szigetre. Csipkedte a csőrével a kúszónövény gyökerét, amíg az kettéhasadt. Aztán visszatért az égbe. Néhány nappal később visszatért, és megállapította, hogy a mag már elrothadt, és egy kövér, nyálkás kukac összegömbölyödött benne. Kétfelé csípte a kukacot. Felső részéből egy ember lett, akit Kohainak neveztek. Alsó részéből szintén egy ember lett, az ő neve Koau. Ezután a lile úgy érezte, egy falat maradt a csőrében; lerázta és az egy emberré formálódott, akinek Momo volt a neve. Kohai, Koau és Momo voltak az első emberek Tongán. Maui feleséget vitt nekik Puloturól és ők váltak a tongai emberek elődjévé.
Egy másik történetben Ata a mennyekből lett ledobva.
A tongaiak szerint Hama követte a trópusi madarat a tengerig, hogy lássa, hol szerzett élelmet és felfedezte Ata szigetét.
Az irokézek szerint Ataensic az ég és a föld istennője is egyben. Meghalt, miközben életet adott egy ikerpárnak: Hahgwehdiyunak és Hahgwehdaetgahnak. Halála után Hahgwehdiyu megalkotta a világot a holttestéből.

## Fordítás
- Ez a szócikk részben vagy egészben  a(z)   'Ata című angol Wikipédia-szócikk fordításán alapul.  Az eredeti cikk szerkesztőit annak laptörténete sorolja fel. Ez a jelzés csupán a megfogalmazás eredetét és a szerzői jogokat jelzi, nem szolgál a cikkben szereplő információk forrásmegjelöléseként.